# Luigina Rocchi

Disegno digitale de Luigina Rocchi (19 anni) a partire dal film Il fiore delle Mille e una notte, Pasolini, 1974

Luigina Rocchi, a volte accreditata come Claudia Rocchi o Marina Rocchi, nota anche con lo pseudonimo di Deborah Keith (Roma, 17 gennaio 1955), è un'attrice italiana.

## Biografia
La carriera attoriale di Luigina Rocchi si sviluppa dalla metà degli anni settanta alla fine degli anni ottanta. Il suo esordio cinematografico avviene nel film del 1974 Il fiore delle Mille e una notte diretto da Pier Paolo Pasolini, che vince il Grand Prix Speciale della Giuria al 27º Festival di Cannes.  Nel 1980 è protagonista del film Dolce calda Lisa diratto da Adriano Tagliavia e partecipa inoltre al film Despido improcedente del regista spagnolo Joaquín Luis Romero Marchent.
Alla fine degli anni ottanta si ritira dalle scene.

## Filmografia
- Il fiore delle Mille e una notte, regia di Pier Paolo Pasolini (1974)
- La montagna del dio cannibale, regia di Sergio Martino (1978)
- La liceale nella classe dei ripetenti, regia di Mariano Laurenti (1979)
- Gardenia il giustiziere della mala, regia di Domenico Paolella (1979)
- Cannibal Holocaust, regia di Ruggero Deodato (1980)
- Dolce calda Lisa, regia di Adriano Tagliavia (1980)
- Despido improcedente, regia di Joaquín Luis Romero Marchent (1980)
- Scusa se è poco, regia di Marco Vicario (1982)
- Il mondo di Yor, regia di Antonio Margheriti (1983)
- Razza violenta, regia di Fernando Di Leo (1984)
- Computron 22, regia di Giuliano Carnimeo (1988)
- La vendetta, regia di Leandro Lucchetti (1989)